# 鏈 (量度單位)
鏈，又譯作鎖，是一個英制長度單位，定義為66英尺（20.1168公尺），又稱為「岡特測鏈」（Gunter's chain）、「測量鏈」（Surveyor's chain）或陸上測鏈（Land chain）。

## 單位換算

### 公制單位
1鏈=
- 20.1168公尺
- 0.02012千米

### 
1鏈=
- 792英寸
- 100令
- 66英尺
- 22碼
- 11噚
- 4 桿
- 1/10浪
- 1/80英里

10平方鏈=1英畝